# Lesley de Sa
Lesley de Sa (Mijdrecht, 1993. április 2. –) holland labdarúgó, jelenleg a holland Ajax játékosa.

## Pályafutása

### Ajax
Lesley pályafutását az SV Argon együttesénél kezdte, majd csatlakozott az AFC Ajax akadémiájához 2002-ben. 2011. szeptember 21-én debütált a holland kupában a VV Noordwijk ellen, Aras Özbiliz cseréjeként, majd a 61. percben megszerezte első gólját a felnőttek között. 2012. október 20-án debütált a bajnokságban a Heracles Almelo elleni a 77. percben Tobias Sana cseréjeként a 3-3-as döntetlennel végett érő mérkőzésen. Ugyanekkor debütált csapattársa Viktor Fischer is.

## Statisztika
| Teljesítmény klubjában | Teljesítmény klubjában | Teljesítmény klubjában | Bajnokság | Bajnokság | Kupa     | Kupa     | Nemzetközi | Nemzetközi | Összesen | Összesen |
| Szezon                 | Klub                   | Bajnokság              | Mérk.     | Gól       | Mérk.    | Gól      | Mérk.      | Gól        | Mérk.    | Gól      |
| Hollandia              | Hollandia              | Hollandia              | Bajnokság | Bajnokság | KNVB Cup | KNVB Cup | Európa     | Európa     | Összesen | Összesen |
| ---------------------- | ---------------------- | ---------------------- | --------- | --------- | -------- | -------- | ---------- | ---------- | -------- | -------- |
| 2011–12                | AFC Ajax               | Eredivisie             | 0         | 0         | 1        | 1        | -          | -          | 1        | 1        |
| 2012–13                | AFC Ajax               | Eredivisie             | 1         | 0         | -        | -        | -          | -          | 1        | 0        |
| Karrierje összesen     | Karrierje összesen     | Karrierje összesen     | 1         | 0         | 1        | 1        | -          | -          | 2        | 1        |

## Sikerei, díjai
Ajax
- Holland bajnok (1): 2011–12